# Banksia leptophylla
Banksia leptophylla är en tvåhjärtbladig växtart som beskrevs av Alexander Segger George. Banksia leptophylla ingår i släktet Banksia och familjen Proteaceae. Utöver nominatformen finns också underarten B. l. melletica.